# Benjamin Vanninen
Benjamin Vanninen, född 29 juni 1921 i Harlu (Finland), död 22 juli 1975 i Heinola, var en finländsk längdskidåkare.
Han tog olympiskt brons på 50 kilometer under Olympiska vinterspelen 1948 i Sankt Moritz.